# Collegio uninominale Puglia - 03 (Camera dei deputati 2017)
Il collegio elettorale uninominale Puglia - 03 è stato un collegio elettorale uninominale della Repubblica Italiana per l'elezione della Camera dei deputati tra il 2017 ed il 2022.

## Territorio
Come previsto dalla legge elettorale italiana del 2017, il collegio era stato definito tramite decreto legislativo all'interno della circoscrizione Puglia.
Era formato dal territorio di 6 comuni: Bisceglie, Corato, Giovinazzo, Molfetta, Ruvo di Puglia e Terlizzi.
Il collegio era quindi compreso tra la città metropolitana di Bari e la provincia di Barletta-Andria-Trani.
Il collegio era parte del collegio plurinominale Puglia - 01.

## Eletti
| Elezione | Elezione | Deputato          | Partito            |
| -------- | -------- | ----------------- | ------------------ |
|          | 2018     | Francesca Galizia | Movimento 5 Stelle |

## Dati elettorali

### XVIII legislatura
Come previsto dalla legge elettorale, 232 deputati erano eletti con sistema a maggioranza relativa in altrettanti collegi uninominali a turno unico.
| Candidati              | Candidati                   | Voti    | %     | Liste                    | Voti    | %     |
| ---------------------- | --------------------------- | ------- | ----- | ------------------------ | ------- | ----- |
|                        | Francesca Galizia ✔️ Eletto | 54 369  | 43,75 | Movimento 5 Stelle       | 54 369  | 43,75 |
|                        | Luigi Perrone               | 35 840  | 28,84 | Forza Italia             | 20 891  | 16,81 |
| Lega                   | Luigi Perrone               | 35 840  | 28,84 | 5 977                    | 4,81    |       |
| Fratelli d'Italia      | Luigi Perrone               | 35 840  | 28,84 | 5 425                    | 4,37    |       |
| Noi con l'Italia - UDC | Luigi Perrone               | 35 840  | 28,84 | 3 547                    | 2,85    |       |
|                        | Francesco Spina             | 24 318  | 19,57 | Partito Democratico      | 20 562  | 16,55 |
| +Europa                | Francesco Spina             | 24 318  | 19,57 | 1 950                    | 1,57    |       |
| Civica Popolare        | Francesco Spina             | 24 318  | 19,57 | 956                      | 0,77    |       |
| Italia Europa Insieme  | Francesco Spina             | 24 318  | 19,57 | 850                      | 0,68    |       |
|                        | Nicola Bavaro               | 5 181   | 4,17  | Liberi e Uguali          | 5 181   | 4,17  |
|                        | Teresa Racanati             | 2 323   | 1,87  | Potere al Popolo!        | 2 323   | 1,87  |
|                        | Nicola Quatela              | 896     | 0,72  | Il Popolo della Famiglia | 896     | 0,72  |
|                        | Alessandra Galliani         | 688     | 0,55  | CasaPound                | 688     | 0,55  |
|                        | Vito Barletta               | 371     | 0,30  | Partito Comunista        | 371     | 0,30  |
|                        | Martino Martellino          | 190     | 0,15  | 10 Volte Meglio          | 190     | 0,15  |
|                        | Vito Francia                | 97      | 0,08  | PRI - ALA                | 97      | 0,08  |
| Totale                 | Totale                      | 124 273 | 100   |                          | 124 273 | 100   |
|                        |                             |         |       |                          |         |       |
| Voti non validi        | Voti non validi             | 4 170   | 3,25  |                          |         |       |
| Votanti                | Votanti                     | 128 443 | 67,54 |                          |         |       |
| Elettori               | Elettori                    | 190 165 |       |                          |         |       |